# دلفین‌خانه دبی
دلفین‌خانه دبی (انگلیسی: Dubai Dolphinarium) یک دلفین‌خانه سرپوشیده کاملاً مجهز به تهویه مطبوع در خاورمیانه است که زیستگاه دلفین‌ها و فک‌ها را فراهم می‌کند و به مردم اجازه می‌دهد تا از طریق نمایش‌های زنده و نمایشگاه‌های عکس به تماشا آنها بپردازند. دولفین‌خانه در پارک کریک در نزدیکی شهر کودکان در مجاورت عود متا و بر دبی واقع شده است. دلفین‌خانه دبی در ۲۱ مه ۲۰۰۸ با مشارکت شهرداری دبی افتتاح شد و توسط دولت دبی حمایت و پشتیبانی می‌شود تا سرگرمی‌ها را برای عموم مردم فراهم کند و همچنین به آنها در مورد دلفین‌ها، فک‌ها و دیگر موجودات دریایی آموزش دهد. همچنین نشان داده شد که تعامل با پستانداران دوستی مانند دلفین‌ها باعث ایجاد انگیزه در نسل جوان برای محافظت از حیات دریایی و محیط زیست می‌شود.

## امکانات
دلفین‌خانه دبی یک مرکز داخلی مدرن با مساحت ۵۰۰۰ متر مربع (۵۴۰۰۰ فوت مربع) با ظرفیت حدود ۱۲۵۰ صندلی برای نمایش حرکات دلفین‌ها است. منطقه زیستگاه خصوصی دولفین‌ها با ۶۰۰ متر مکعب (۱۶۰۰۰۰ گال آمریکا) آب دریا پر شده است . یک استخر پزشکی جداگانه و استخر فوک با توجه به رفاه این پستانداران دریایی ساخته شده است.
مجموعه دولفین‌خانه همچنین شامل فعالیت‌های گروهی و کودکانه، جشن تولد برای بچه‌ها، اردوهای مدرسه‌ای، رویدادهای گروهی، شنا با دلفین‌ها، هزارتوی آینه‌ای، رستورانی که برای بچه‌ها غذا سرو می‌کند و یک سینمای مینی ۵ بعدی است.

## پستانداران دریایی
دلفین‌خانه دبی محل زندگی دلفین‌های بینی‌بطری و فوک‌های خزپوش شمالی است. طبق گزارش‌ها، این دلفین‌ها و فوک‌ها از کشوری متعلق به کشورهای مستقل مشترک‌المنافع، اتحادی متشکل از ۱۱ جمهوری شوروی سابق، خریداری شده‌اند.

## فعالیت‌ها
فعالیت‌های متنوعی مانند اردوی تابستانی کودکان و سورپرایزهای تابستانی دبی هر ساله در طول تعطیلات تابستانی در دلفین‌خانه دبی برگزار می‌شود.
دلفین‌خانه دبی با همکاری شهرداری دبی، در تاریخ ۲۸ آوریل ۲۰۱۱، مراسمی را با عنوان «روز جهانی آگاهی از اوتیسم» توسط مراکز مختلف مراقبت از کودکان اوتیسم و مراکز آموزشی برای کودکان دارای نیازهای ویژه برگزار کرد.
دلفین‌خانه دبی در ماه مارس ۲۰۱۲ از یک میلیون بازدیدکننده خود استقبال کرد و در این مدت فعالیت‌های تبلیغاتی مختلفی انجام شد.

## مدیریت
این مؤسسه توسط کارکنانی متشکل از ۶۰ نفر از جمله مربیان پستانداران و کارکنان خدمات‌دهنده به بازدیدکنندگان اداره می‌شود.

## انتقادات
دلفین‌خانه دبی در ابتدا مورد انتقاد فعالان مختلف رفاه حیوانات قرار گرفته بود و می‌گفتند که این امر منجر به رنج و مرگ و میر بالای دلفین‌ها می‌شود. فعالان همچنین منبع دلفین‌های بینی بطری دریای سیاه را زیر سوال بردند و ادعا کردند که یکی از آنها در اسارت متولد نشده، بلکه از تورهای ماهیگیران نجات یافته و بنابراین باید دوباره رهاسازی می‌شد.
با این حال، مدیریت در پاسخ به این انتقادات اظهار داشته است که دلفین‌های دلفین‌خانه دبی، دلفین‌های نسل سومی هستند که در شرایط مصنوعی متولد شده‌اند و در محیط و نقش فعلی خود کاملاً راضی هستند و در تمام طول سال از همتایان وحشی خود سالم‌ترند.
در سال ۲۰۱۹، دلفین‌خانه دبی پس از آنکه یک مربی در اینستاگرام ویدئویی از خود در حال نشستن روی یکی از دلفین‌ها منتشر کرد، با موجی از انتقادات مواجه شد که باعث شد اینستاگرام به هر کسی که عبارت "#dubaidolphinarium" را در برنامه جستجو کرده بود، هشدار دهد.